# Slide (serie de televisión)
Diapositivas (estilo como de diapositivas ) es una serie de drama adolescente australiana que se estrenó en el FOX8 canal de televisión por suscripción y se emitió del 16 de agosto a 18 de octubre de 2011. La serie sigue las vidas y hazañas de cinco adolescentes que hacen su camino a la edad adulta en la ciudad de Brisbane, Queensland, Australia. FOX8 confirmó en febrero de 2012 una segunda temporada no fue comisionado.
La serie es multiplataforma y alienta al espectador a ver contenido extra en línea a través de aplicaciones y redes sociales como Facebook y Twitter. Los webisodios de eventos que tienen lugar antes y después de cada episodio titulado Bits Antes y Después también están disponibles en la cuenta oficial de YouTube del programa.  La serie es la segunda serie multiplataforma basada en guiones en la televisión australiana, después de ABC Fat Cow Motel en 2004.
El 16 de agosto de 2012, el programa se estrenó en la red de cable estadounidense TeenNick

## Plot
SLiDE cuenta la historia de cinco adolescentes de Brisbane en su último año de escuela secundaria haciendo su camino de la escuela a la edad adulta. Tammy y Ed han sido amigos desde que tenían cinco años. Luke conoce a Ed de los exploradores y la escuela, pero se mueve en una multitud diferente. Eva está en la escuela con ellos, pero ella se mantiene a sí misma. Todos ellos pasan sus fines de semana en The Valley, viendo música, asistiendo a fiestas, robando experiencias a las que todavía no tienen derecho. Cuando Scarlett llega de Melbourne una amistad improbable crece entre los cinco adolescentes.

## Cast y personajes

### Principal
Ed Newman Ben Schumann es el personaje central del espectáculo. Pasa la mayor parte de su tiempo con Tammy Lane, que ha sido su mejor amigo desde que tenían cinco años. También ha sido amigo de Luke Gallagher desde que eran niños, pero empezaron a moverse con diferentes multitudes hace unos años. Ed es un geek que desarrolla un enamoramiento de Scarlett Carlyle cuando se conocieron por primera vez en el hotel de su padre donde Ed trabaja. Él es un poco socialmente incómodo, y está bastante avergonzado de ser virgen para los primeros episodios, pero remedia la situación con su vecino (a quien no le importa) desde el principio. Después de intentar obtener una identificación falsa y quedar atrapado, finalmente se mete en el club notorio "Pato de pato" después de Eva roba una identificación y Ed, posando como una hembra transgénero, se deja entrar. Al entrar, espontáneamente besa a su jefe de la restauración trabajo que hizo antes ese día, provocando un verdadero beso entre ellos. Eva duerme con él después de que se deprime porque besó a un hombre y trata más que nunca de encajar con la multitud. En el episodio 5, comienza a gustarle a Eva después de una noche y no está seguro de cómo acercarse a ella. En el episodio 7, Scarlett besa a Ed como un adiós presente para dejar la pandilla inesperadamente. En el episodio 8, Ed pierde la oportunidad de conseguir un automóvil y le dice a Phillipa, "Fucking que fue el peor error que he hecho!". En el episodio 10, admite que le encanta Tammy y tiene relaciones sexuales con ella en la casa de Luke, luego se entera de Tammy más tarde se escapa y tiene relaciones sexuales con Luke. Ed está extremadamente preocupado por el sexo, lo que le lleva a hacer cosas terribles a sus amigos en el nombre de lograrlo. Parece generalmente amistoso, sale como agradable, pero hace tantas cosas asinine a sus amigos, uno se pregunta por qué siguen siendo sus amigos. De hecho, mejor se adapta al estereotipo de la personaje rubia de Luke sobre el personaje de surfista que Luke.
Tammy Lane Gracie Gilbert es el mejor amigo de Ed, fabricante de lista y trabajador. Ella tiene un sentido del vestido excéntrico y es un aspirante a periodista de música y frecuenta conciertos de música en el Valle. A ella no le gusta Scarlett, después de haberla etiquetado de "troll" en el primer episodio. Tammy es frecuentemente considerada como una buena niña estereotipada, pero ocasionalmente intenta romper su imagen. Ella tiene un brote enamorado de Luke como él encuentra que también tiene para ella y su relación progresa a lo largo de la temporada. Con su apertura más, ella encuentra que ella puede lograr cualquier cosa que ella fije su mente encendido, si solamente ella era tan confidente como Scarlett. El episodio 4 encuentra a Luke celoso con otros hombres que la observan mientras ambos trabajan en una fiesta, siendo etiquetada como una "prostituta vestida con lycra". Ellos terminan en el club y finalmente tomar el salto para reunirse, mucho a Scarlett ' s celos. En el episodio 6, ella rompe con Luke para él tener relaciones sexuales con Scarlett en la casa de Tammy en el episodio 3 y en el episodio 8, ella exclama su amor por Ed, sólo para ser echado hacia atrás como un trapo. En el episodio 10, ella quiere perder su virginidad después de que la escuela termine, entonces ella va a la casa de Luke y pierde su virginidad al viejo amigo de largo plazo, Ed. Ella más tarde se escapa y tiene sexo con Luke y Eva los atrapa.
Scarlett Carlyle Emily Robins es el personaje femenino central de la chica de la moda y la moda consciente mimado que vive en un hotel de lujo. Originalmente de Melbourne, con sus maneras y travesuras problemáticas, su madre la envió a vivir con su padre en el hotel urbano en Brisbane. Siendo que su padre está constantemente ocupado con el trabajo, ella siente que debe ser malo para conseguir cualquier atención de su padre. Después de reunirse con Ed en el episodio 1, organiza una fiesta de cumpleaños para él, diciéndole que invitar a montones de gente popular. Cuando todo el mundo llega, Ed y Tammy no se ven en ninguna parte, la fiesta se sale de control después de que Lucas textos de todo el mundo sabe que se unan a ellos. Después de que un sillón ardiente se cae de la parte superior del edificio del ático en el hotel, ella entra en una acalorada discusión con su padre, porque cualquier atención es buena atención a ella.
Eva Lee Adele Perovic es una chica dura rebelde con el pelo rosado y una actitud "eff you". Conocida por ser una persona solitaria de lobo, encuentra consuelo en el arte que crea ilegalmente en Brisbane. Conocida por rebelarse contra la autoridad, ella dice la verdad y no se reprime, a costa de los cuatro nuevos amigos que ha hecho. Después de dormir espontáneamente con Ash (a quien conoció en el episodio 3), descubre que no es tan difícil como ella pensaba y que sus nuevos amigos pueden ser exactamente lo que necesitaba todo el tiempo. Eva es adoptada y en un episodio se reunió con su hermano biológico y estuvo cerca de conocer a su madre biológica, pero terminó no queriendo. En el último episodio, ella coge a Luke ya Tammy teniendo relaciones sexuales.
Luke Gallagher Brenton Thwaites es el chico surfista atractivo fresco que todo el mundo quiere salir. Después de conocer a Tammy, encuentra que está profundamente atraído por ella. No sentir nada como antes, no está seguro de cómo acercarse a ella, ya que es muy diferente de las chicas que él está acostumbrado. Después de ponerse celoso de otros hombres mirando a Tammy en una fiesta de Ed, Tammy y él trabajó, se da cuenta de que no puede dejar pasar ninguna oportunidad a través de sus dedos y comienza a abrirse a ella más. Mientras que en el infame "Duck Duck" night club, la besa después de mucha tensión sexual a lo largo de los primeros episodios, abriendo espacio para una nueva relación. Los padres de Luke murieron cuando era más joven y él vive con su hermano mayor, Dylan. Se metió en un accidente de coche en el episodio segundo al último y sufre una conmoción cerebral y Tammy ayuda a Luke a superarlo. En el último episodio,

### Recurring
Hayley Magnus como Phillipa - Tammy y la vecina de Ed. Al final del episodio 2, ellos furiosamente hacen-hacia fuera y un clip en el Web site de SLiDE revela que los dos tenían sexo. Ella es extraña y atraída por Ed. En el episodio 8 después de que Ed la insulte, Phillipa transmite un video que había grabado en secreto de los dos teniendo relaciones sexuales en el centro comercial para todos como reembolso.
Ben Oxenbould como Tony Carlyle - el padre rico de Scarlett que posee un hotel. Él y Scarlett tienen una relación separada. En un episodio, Scarlett utiliza su descubrimiento de que su madre y padre divorciados están teniendo un romance como apalancamiento para conseguir lo que quiere.
- Steve Rodgers como Pete Newman - el padre de Ed
- Rebecca Frith como Rebecca Newman - la madre de Ed
- Roz Hammond como Rosie Lane - la madre de Tammy que es músico.
- Wesley Ambler como Charli Lane - hermano menor afeminado de Tammy.

Mitzi Ruhlmann como Annabel Cartwright - Una estudiante más joven de la escuela del grupo que Scarlett se encuentra en detención. En el episodio 2, se revela que su madre es una prostituta, sin embargo, Annabel es inconsciente de su profesión verdadera de las madres, creyéndole ser un planificador del acontecimiento.
Lincoln Lewis como Dylan Gallagher - el hermano mayor de Luke. En el webisode de Luke en el sitio web de SLiDE, se revela que él "fiestas toda la noche y duerme todo el día". Dylan es un bombero, y también parece ser muy temerario y violento. Dylan quiere vender su casa familiar, pero más tarde se revela que tiene un problema de juego. En lugar de vender su casa, Dylan decide mudarse y Luke mantiene la casa.
Damon Gameau as Ash - Un productor de música con quien Eva se enamora. Tienen relaciones sexuales en una playa hecha por el hombre en South Bank y más tarde se revela que está casado. Ash regresa en el episodio 6 cuando Eva se preocupa de que pueda estar embarazada de su hijo.

## Producción
La serie es una coproducción entre Hoodlum y Playmaker Media para Foxtel . La serie televisiva de diez partes y duración de una hora fue concebida como un drama multiplataforma en línea / televisión para FOX8 y contará con una experiencia de medios sociales y en línea (utilizando Facebook y Twitter) para comunicarse con el público, incluyendo una novela gráfica que coincidirá con los acontecimientos de la serie. [4] La serie fue comisionada como parte de la iniciativa de Foxtel de producir más contenido australiano hecho a través de sus canales de propiedad y alentar la producción australiana a otros canales de cable en Australia.
Las primeras proyecciones del primer episodio han sido descritas como "Furiously funny and fearlessly frank" y han sido comparadas a una versión más optimista y enfocada en la comedia de la serie británica Skins . [5] Fox8 encargó diez episodios para la primera estación, [6] el proyecto scriptted más grande que FOX8 ha comisionado nunca.
Una respuesta a un correo electrónico sobre el futuro del programa de un representante de Fox8 declaró: "Podemos confirmar que la temporada 2 no estará de vuelta para 2012, pero puede ser revisado más abajo de la pista".